# Afroholopogon mauros
Afroholopogon mauros är en tvåvingeart som beskrevs av Jason Gilbert Hayden Londt 2005. Afroholopogon mauros ingår i släktet Afroholopogon och familjen rovflugor.
Artens utbredningsområde är Botswana. Inga underarter finns listade i Catalogue of Life.